# Ann Dupont
Ann Dupont (eigentlich Ann Bata, * 2. Januar 1915 in Universal, Pennsylvania; † 29. April 1998) war eine US-amerikanische Jazzmusikerin (Klarinettistin, Bandleaderin, Sängerin), die in der Swingära als „Queen of the Clarinet“ bekannt war und mit Artie Shaw verglichen wurde.

## Leben und Wirken
Dupont, die in Florida aufwuchs, begann im Alter von neun Jahren Violine und danach Klarinette zu lernen. Sie spielte zunächst in Frauenbands in Florida and Louisiana, bevor sie 1939 erklärte, dass sie nur noch mit Männern spielen wollte. Im Sommer 1939 gründete sie ihre eigene vierzehnköpfige Bigband, mit der sie in Hotels und Clubs in der Region New York auftrat. Down Beat bewertete sie als gute Klarinettistin mit einem „unverklemmten, wilden Stil“, die eine  einschlagende Band leitete. 1943 berichtete Billboard, dass sie die Ehrendoktorwürde des College of the City of New York erhalten habe, „eine Ehre, die bis dahin Benny Goodman vorbehalten war.“ Noch im selben Jahr löste sie aber ihre Bigband auf, um im Quartett zu arbeiten. 1945 begleitete sie das Vokalensemble The Four Blues auf „The Things You want the Most of All/Oh Daddy, Please Bring That Suitcase In“. Nach ihrer Heirat 1945 zog sie nach Ohio, wo sie weiterhin auftrat, bevor sie als Maklerin arbeitete.